# Eleições legislativas portuguesas de 1938
As eleições legislativas portuguesas de 1938 foram realizadas no dia 30 de Outubro, sendo eleitos os 100 deputados da Assembleia Nacional em lista única nacional. A totalidade dos deputados eleitos pertence assim à União Nacional que obteve 649 028 votos de um total de 773 033 recenseados.
A Assembleia Nacional saída das eleições iniciou os trabalhos no dia 25 de novembro de 1938 e manteve-se em funções até ao final do mandato em 1942.

## Resultados eleitorais
| Partido                 | Partido                 | Votos   | %    | +/-  | Deputados | +/-     |
| ----------------------- | ----------------------- | ------- | ---- | ---- | --------- | ------- |
|                         | União Nacional          | 649 028 | 100  | 21,0 | 100 / 100 | Estável |
| Votos Inválidos         | Votos Inválidos         | –       | –    | –    |           |         |
| Total                   | Total                   | 649 028 | 100  |      | 100       |         |
| Eleitorado/Participação | Eleitorado/Participação | 773 033 | 84,0 | 3,8  |           |         |